# リッスン? 2-3
リッスン? 2-3（リッスン? ツースリー）は、文化放送で2015年（平成27年）6月30日未明（29日深夜）より、2018年3月30日の毎週火 - 金曜2:00 - 3:00（月 - 木曜深夜）に放送していた音楽番組である。

## 概要
前身番組は2009年10月から5年9か月、生放送で放送されてきた『リッスン? 〜Live 4 Life〜』である。
番組内容は『Live 4 Life』と変わらず、コーナーや箱番組、パーソナリティ、ツイッターアカウントや公式サイトのアドレスはそのまま引き継がれたが、『2-3』以降、メールアドレスは各曜日ごとのアドレスに変更され、事前収録での放送となった。これにより、AKB48に所属する17歳以下のメンバーの出演も可能となる。

2018年3月30日未明(29日深夜)の放送をもって終了した。

## 出演者
- 火曜未明（月曜深夜）:小松未可子（2015年6月30日 - 2018年3月27日）、P.IDL（2018年1月1日 - 、コーナー担当）、篠崎愛（2015年6月30日 - 9月21日、コーナー担当）
- 水曜未明（火曜深夜）:やなぎなぎ（2015年7月1日 - 2018年3月28日）、Cyntia（2015年7月1日 - 、コーナー担当）
- 木曜未明（水曜深夜）:朝倉さや（2015年7月2日 - 2018年3月29日）、MILLEA（2015年7月2日 - 、コーナー担当）
- 金曜未明（木曜深夜）:AKB48（2015年7月3日 - 2018年3月30日）
  - AKB48のメンバー1人が月替わりでパーソナリティを務めていた[注 1]。

## コーナー
- Super Listen
- 文化放送プラスチューン
- みんなのリッスン

### 箱番組
2:25頃から放送。約15分。
- P.IDLのStagerラジオ（火曜未明〈月曜深夜〉）

いずれも2:28頃から放送。約10分。
- CyntiaのCyntia魂（水曜未明〈火曜深夜〉）
- MILLEAの話してミ・レ・ア（木曜未明〈水曜深夜〉）

過去の箱番組
- 篠崎愛のおしのびラジオ（火曜未明〈月曜深夜〉）

## ネット局
- 文化放送（制作局）

過去のネット局
- 東海ラジオ（2015年6月30日 - 9月25日）

### みんなのリッスン
本編はネットせず、番組内の『みんなのリッスン』のみ10分の帯番組（ミニ番組）として別途ネットする局もある。ただし、前番組同様「リッスン? 2-3」とは明記されていない。

金曜は文化放送と東海ラジオでは放送されていないが別途収録の上放送している。当初は加納有沙が担当していたが2016年4月より西川文野（両者ともに放送当時、文化放送アナウンサー）が担当。
月曜については文化放送と東海ラジオでの番組本編では放送されていないため別途収録の上裏送りしている。なお、初期はレギュラーコーナーであった。現在は不定期コーナーとなっている。

このコーナー自体は文化放送では2:40頃から放送され、ネット局は別途収録となる月・金曜以外は文化放送放送日から2週遅れで放送されている。
- 秋田放送（月 - 金曜 12:40 - 12:50） [注 4]
- 北日本放送（月 - 金曜 16:20 - 16:30）2016年9月26日再開。[注 5]
- 高知放送（月 - 金曜 12:50 - 13:00）2012年1月4日から再開。[注 6]
- 長崎放送（月 - 金曜 16:20 - 16:30）2016年10月3日開始。
- 熊本放送（月 - 金曜 21:30 - 21:40）2016年3月28日開始。[注 7]

過去のネット局
- 山形放送（月 - 金曜 18:20 - 18:30）2015年9月28日から再開、2016年3月25日終了。
- 山陰放送（月 - 金曜 16:20 - 16:30）2013年9月30日開始、2016年3月25日終了。
- 山陽放送（月 - 金曜 18:30 - 18:40）2016年9月26日開始、2017年3月30日終了。
- 中国放送（火 - 木曜 19:45 - 19:55）2016年9月27日再開、2017年3月30日終了[注 8]。
- 大分放送（月 - 木曜 18:10 - 18:20）2016年3月28日から再開、2016年9月22日終了。[注 9]
- 山口放送（月 - 金曜 16:20 - 16:30）2016年3月28日開始、2017年3月31日終了。

### ラジオアミューズメントパーク
本編はネットせず、番組内の『CyntiaのCyntia魂』『MILLEAの話してミ・レ・ア』のみを50 - 60分のブローアップ版として別途ネットする局もある。ただしこちらも「ラジオアミューズメントパーク」枠内と扱われ、「リッスン? 2-3」とは明記されていない。ラジオアミューズメントパーク#ネット局も参照のこと。
いずれも2016年9月28日開始、2017年3月まで放送。
- IBC岩手放送（水・木曜 21:00 - 22:00）
- 秋田放送（水・木曜 21:00 - 22:00）
- 北日本放送（水・木曜 21:00 - 21:50）
- 福井放送（水・木曜 21:00 - 22:00）
- 和歌山放送（水・木曜 21:00 - 22:00）
- 山陰放送（水・木曜 21:00 - 22:00）
- 山口放送（水・木曜 21:00 - 22:00）
- 長崎放送（水・木曜 21:00 - 21:50）